# سفيتلانا جيتوميرسكايا
سفيتلانا جيتوميرسكايا (بالإنجليزية: Svetlana Jitomirskaya)‏‏ (وُلدت في 4 يونيو 1966 في خاركيف) رياضياتية من الاتحاد السوفيتي. حاصلةُ على جائزة روث ليتل ساتر في الرياضيات عام 2005. وهي زميلة الأكاديمية الأمريكية للفنون والعلوم.

## السيرة الشخصية
ولدة سفيتلانا جيتوميرسكايا ونشأة في خاركيف . كانت والدتها ، فالنتينا بوروك، ووالدها ياكوف جيتوميرسكي، أساتذة للرياضيات.
كانت دراستها الجامعية في جامعة موسكو الحكومية ، حيث كانت طالبة ، من بين آخرين ، فلاديمير أرنولد وياكوف سيناي . حصلت على درجة الدكتوراه. حصل على درجة الدكتوراه من جامعة موسكو الحكومية عام 1991 تحت إشراف ياكوف سيناي. التحقت بقسم الرياضيات في جامعة كاليفورنيا ، إيرفين عام 1991 كمحاضر، وأصبحت أستاذًا مساعدًا هناك عام 1994 وأستاذة بدوام كامل عام 2000.

## الجوائز
1. في عام 2005 ، حصلت على جائزة روث ليتل ساتر [7]في الرياضيات .
2. في عام 2018 تم تعيينها في الأكاديمية الأمريكية للفنون والعلوم. [8]
3. كانت متحدثة مدعوة في المؤتمر الدولي لعلماء الرياضيات لعام 2002 ، في بكين . وقد تم تضمينها أيضًا في قائمة المتحدثين العامين المدعوين في المؤتمر الدولي لعلماء الرياضيات لعام 2022 ، في سانت بطرسبرغ .
4. حصلت على زمالة سلون[9] في عام 1999 .
5. هي الفائزة لعام 2020 بجائزة داني هينمان للفيزياء الرياضية، لتصبح ثاني امرأة تفوز بالجائزة وأول امرأة تفوز بالجائزة منفردة. من حيثيات حصولها على الجائزة "للعمل على النظرية الطيفية لمشغلي شرودنغر شبه الدوريين والأسئلة ذات الصلة في الأنظمة الديناميكية. على وجه الخصوص ، لدورها في حل مسألة Ten Martini ، فيما يتعلق بطبيعة مجموعة Cantor للطيف للجميع تقريبًا مشغلي Mathieu وفي تطوير الجوانب الرياضية الأساسية للتوطين وظاهرة انتقال العازل المعدني . [10]